# Cauda em H

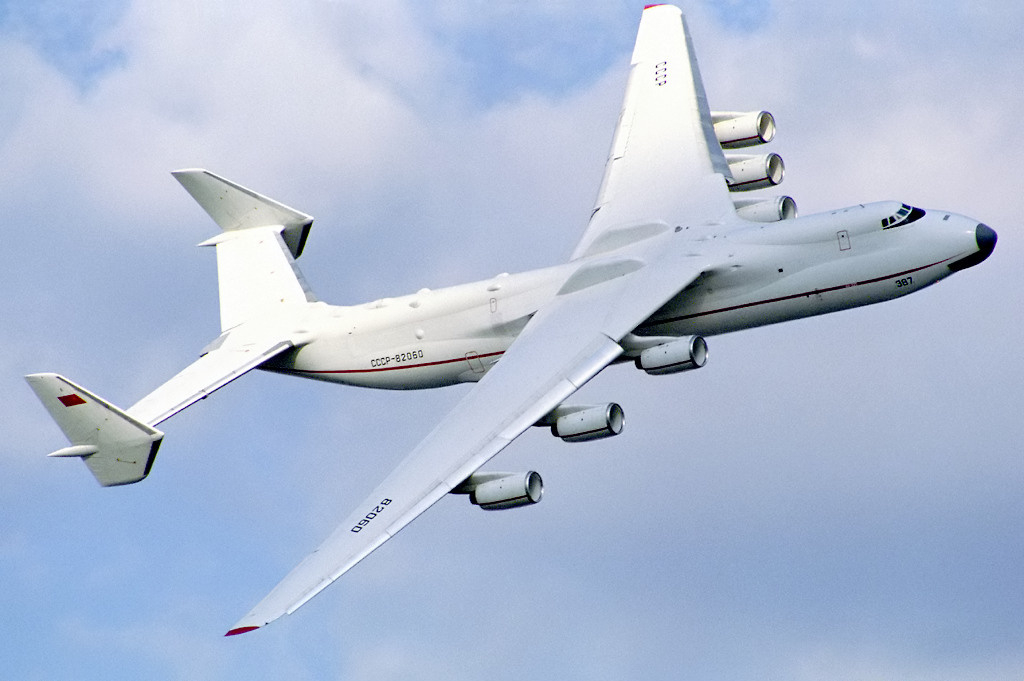
Antonov An-225, aeronave com cauda em formato de H.

A Cauda em H ou Twin tail é um tipo de empenagem de aeronave cuja configuração consiste de dois lemes de direção unidos por um estabilizador, com uma aparência semelhante a letra H quando vista detrás da aeronave, alguns exemplos de aeronaves quu utilizam essa configuração são Antonov An-225 e o PZL M28. Um caso especial de cauda em H envolve aeronaves com dupla fuselagem, onde o estabilizador une das duas fuselagens acoplados aos lemes de direção, alguns exemplos são o Lockheed P-38 Lightning e o Northrop P-61 Black Widow
Esse tipo de configuração permite que os dois lemes de direção sejam menores que as aeronaves com apenas um, em aviões com mais de um motor permite melhor controle do cone de aspiração melhorando o controle de ar em baixas velocidade, em aviões de combate permite o controle da aeronave mesmo que um dos lemes de direção seja atingido.